# Sapaca, Uzundere
Sapaca là một xã thuộc huyện Uzundere, tỉnh Erzurum, Thổ Nhĩ Kỳ. Dân số thời điểm năm 2011 là 328 người.